# Volksbank Arnsberg-Sundern
Die Volksbank Arnsberg-Sundern eG war eine Genossenschaftsbank mit Sitz in Arnsberg. Sie ist heute Teil der Volksbank Sauerland.

## Entwicklung
Ihr Geschäftsgebiet umfasste die Städte Arnsberg und Sundern und reichte mit einer Niederlassung in das Stadtgebiet von Meschede. Sie entstand im Jahr 2000 durch die Fusion der Volksbank Neheim-Hüsten eG mit der Volksbank Sundern eG.
Die Volksbank Arnsberg-Sundern hatte zwei Tochtergesellschaften:
die BVA Bankgenossenschaftliche Versicherungsagentur Arnsberg-Sundern GmbH und die Immobilien-Gesellschaft mbH der Volksbank Arnsberg-Sundern.
Im Jahr 2006 konnte die Bank ihr 75-jähriges Bestehen feiern.
Am 25. November 2008 hat die Volksbank Arnsberg-Sundern in einer außerordentlichen Vertreterversammlung die Fusion mit der Volksbank Sauerland zum 1. Januar 2009 beschlossen. Die Volksbank Arnsberg-Sundern ist die übernehmende Bank, die Volksbank Sauerland die übergebende Bank. Die neue Bank firmiert unter dem Namen Volksbank Sauerland eG.

## Niederlassungen
Die Hauptstelle befanden sich im Arnsberger Ortsteil Hüsten. Beratungszentren fanden sich in den Orten Neheim, Arnsberg und Sundern. Servicebanken befanden sich in:
| - Arnsberg-Bruchhausen - Arnsberg-Herdringen - Arnsberg-Holzen - Arnsberg-Müschede - Arnsberg-Voßwinkel - Meschede-Grevenstein - Sundern-Amecke | - Sundern-Endorf - Sundern-Hachen - Sundern-Hagen - Sundern-Hellefeld - Sundern-Langscheid - Sundern-Silmecke - Sundern-Stockum |